# Czarcie koło

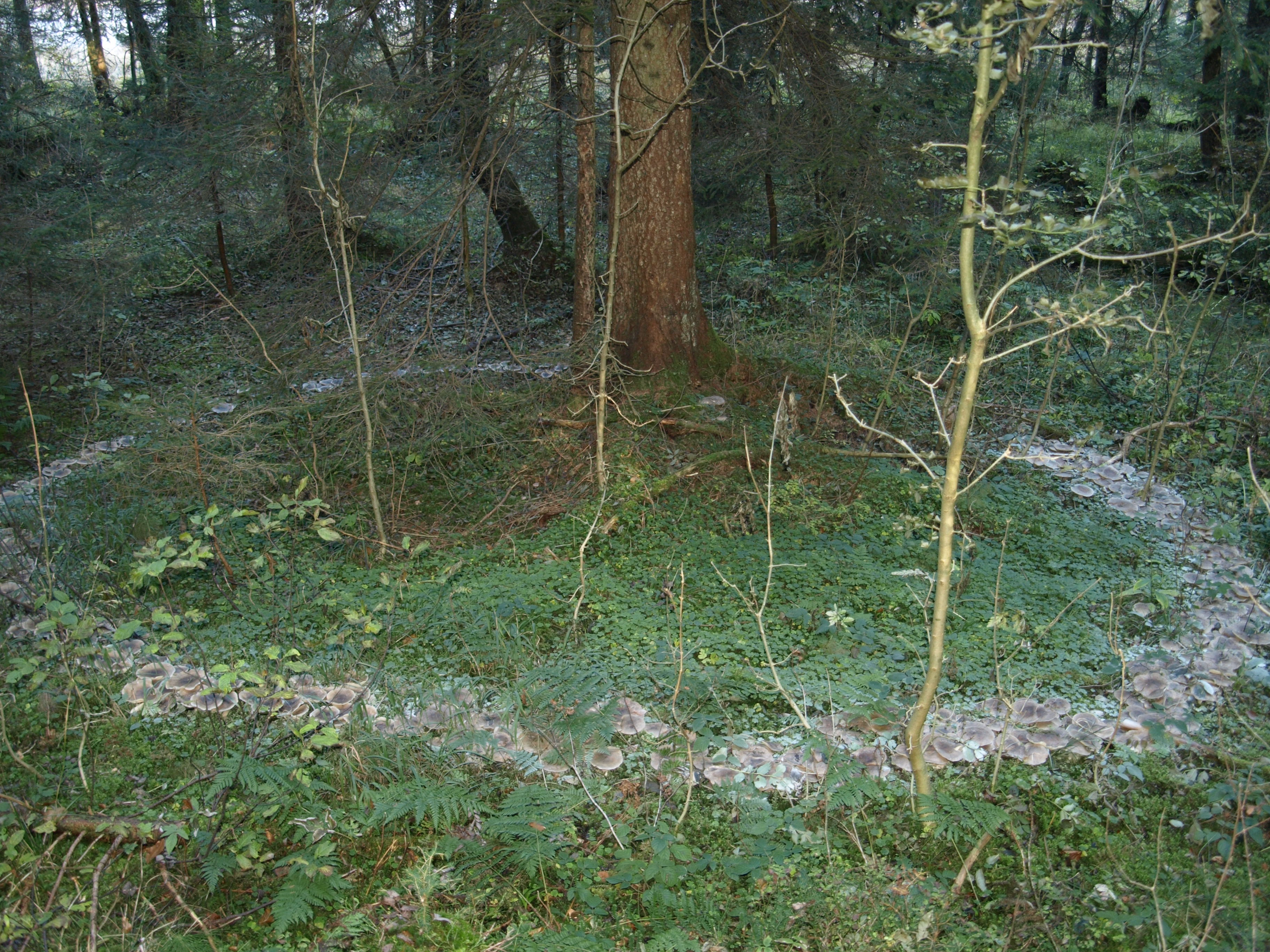
Czarcie koło utworzone z owocników grzybów (lejkówka szarawa)

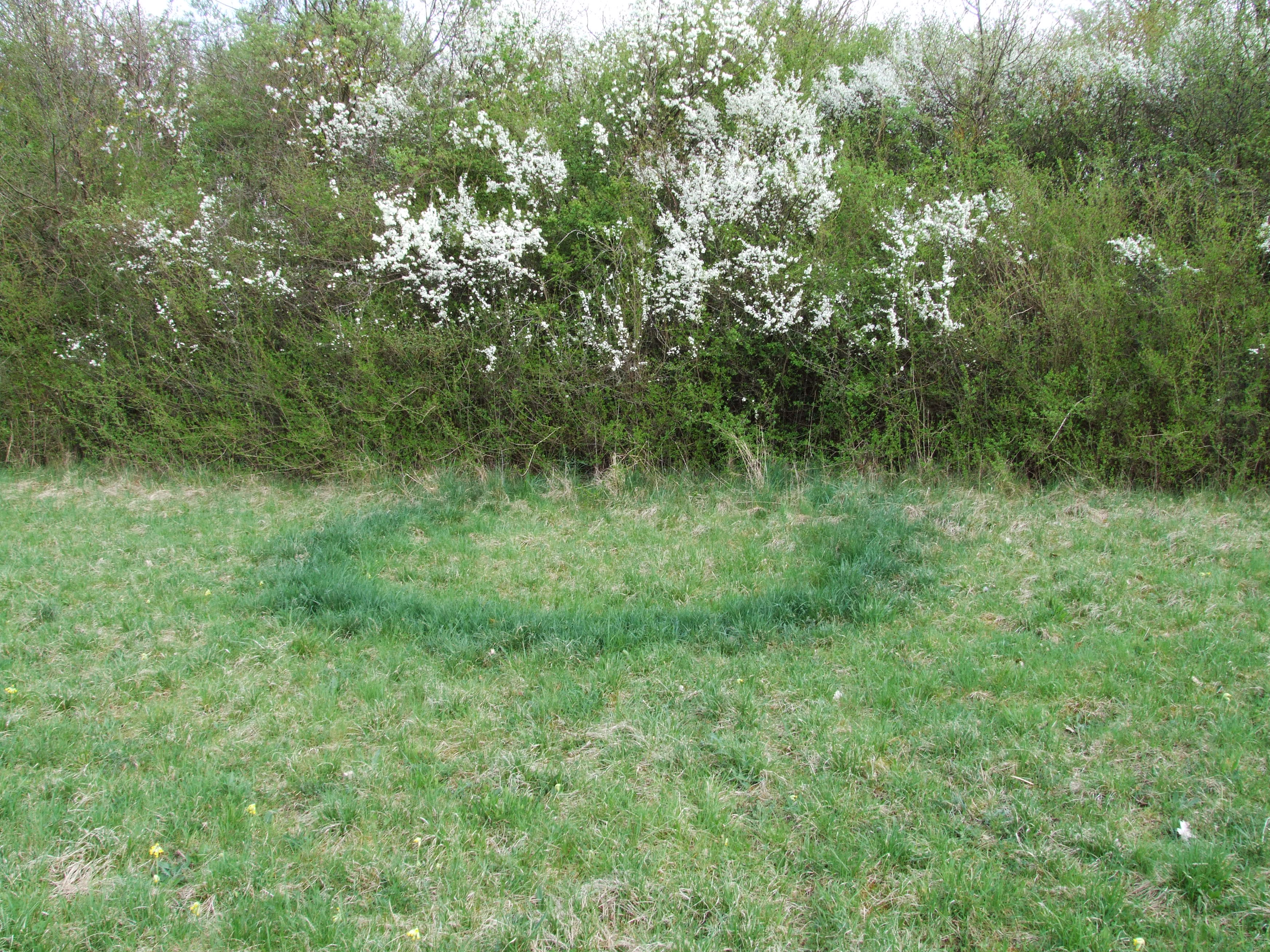
Czarcie koło na łące

Czarcie koło (czarci krąg, krąg czarownic, czarodziejski krąg) – charakterystyczny, kolisty wzór powstający wśród traw, ściółki leśnej utworzony przez owocniki grzybów. W zależności od mechanizmu powstawania, może mieć kształt zbliżony do okręgu lub jego fragmentów, układu koncentrycznych okręgów albo pełnego koła.
Mianem czarcich kół określa się też rośliny rozrastające się klonalnie we wszystkich kierunkach z obumierającymi sukcesywnie od środka starszymi pędami (np. struktury takie tworzyć może widłak goździsty).
Nazwa, w większości języków nawiązująca do działalności sił nadprzyrodzonych, ma związek z faktem, iż przez tysiąclecia ludzie nierozumiejący mechanizmu powstawania kręgów przypisywali ich powstawanie czarom.

## Mechanizmy powstawania
Czarcie kręgi mogą powstawać w wyniku działania kilku podobnych mechanizmów, zależnych od rodzaju grzybów i roślin zaangażowanych w to zjawisko. We wszystkich scenariuszach mamy początkowo do czynienia z pojedynczym zarodnikiem grzyba, inicjującym kolonię. By powstał czarci krąg, grzyb ten musi cechować się silnym wyjaławianiem podłoża lub wręcz zatruwaniem go substancjami pozostającymi w podłożu po obumarciu fragmentów grzybni. Im bardziej jednorodne jest podłoże (w sensie podobnej zawartości składników pokarmowych w jego różnych miejscach i nieobecności przeszkód), tym bardziej czoło rozwijającej się kolonii przypomina okrąg. W określonym miejscu, plecha grzyba może przeżyć jedynie określony czas, po którym podłoże jest już zbyt jałowe lub nasączone toksynami – jest to przyczyną obumierania wewnętrznej części kręgu, w wyniku czego żywy pozostaje jedynie rozrastający się pierścień ograniczony dwoma okręgami: na zewnątrz czołem rozrastającej się kolonii, od wewnątrz – obszarem wyjałowionym lub zatrutym. Proces rozrostu takiej kolonii nie musi być w ogóle widoczny – plecha grzyba może rozrastać się np. pod powierzchnią gleby. Uwidocznienie kręgu może nastąpić w wyniku dodatkowych czynników, takich jak:
- oddziaływanie z innymi roślinami. Jeśli zatrucie gleby może wpływać również na inne rośliny rosnące na tym samym obszarze, na przykład trawy, to w miejscu rozwijającego się kręgu trawa rośnie słabiej lub ma zmieniony kolor; obserwujemy pierścień zmienionej roślinności;
- oddziaływanie z innymi roślinami, połączone z długotrwałym zatruciem lub wyjałowieniem podłoża. Rośliny te nie mogą się rozwijać nie tylko w miejscu zajętym przez żywą kolonię grzyba, ale również w całym skażonym wnętrzu – obserwujemy pozbawione roślin koło;
- tworzenie przez grzyb owocników, widocznych ponad ściółką. Obserwujemy krąg utworzony z owocników. Dotyczy to głównie grzybów z rodziny pieczarkowatych, jak np. Macrolepiota, Tricholoma, Agaricus i – w Polsce najczęściej – muchomor czerwony.

W zetknięciu z przeszkodami (brak odpowiedniego podłoża), rozwijający się front może ulegać załamaniom, przez co widoczne są inne kształty lub jedynie fragmenty łuków.
Innym zjawiskiem jest powstawanie układu koncentrycznych kręgów, mających wspólny środek. Układ taki powstaje w wyniku odtwarzania żyzności podłoża i ponownego dostawania się zarodników na środek kręgu – następuje tam wznowienie kolonii i rozrost kolejnego kręgu.

## Występowanie

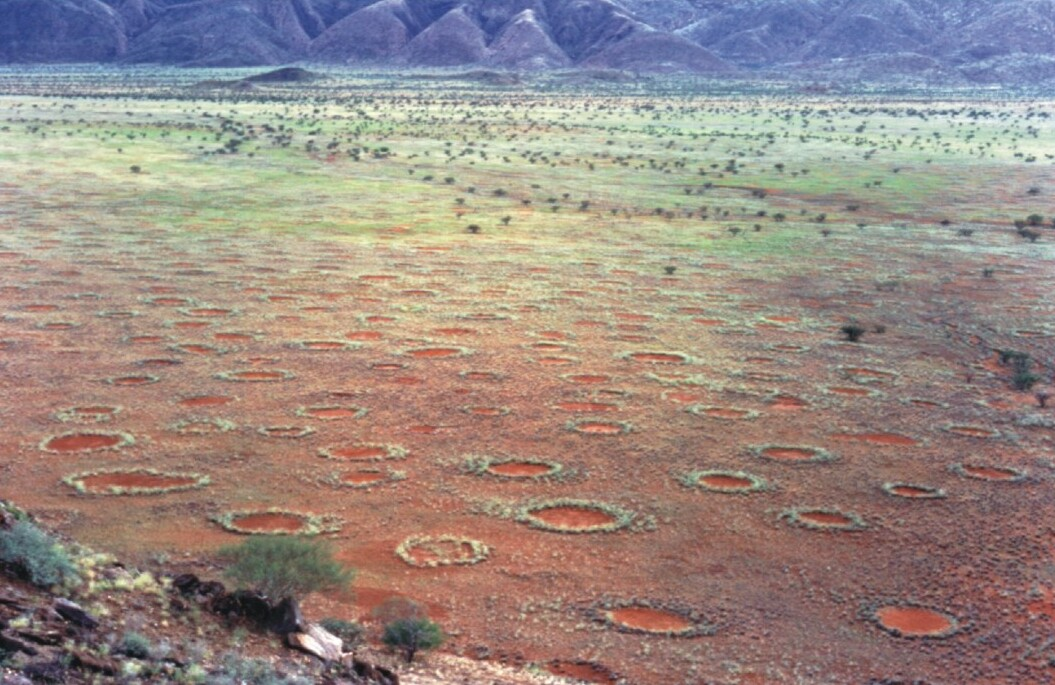
Czarcie koła w Namibii

Na czarcie koła utworzone w trawie uskarżają się w Polsce miłośnicy trawników, bowiem to zjawisko pojawia się często na trawnikach nie sianych, a kładzionych.
Czarcie koła utworzone z owocników grzybów można najczęściej spotkać na niewielkich, zacienionych polanach leśnych w lasach mieszanych. Mogą mieć średnicę od kilkudziesięciu centymetrów do kilkunastu metrów.
Z kolei czarcie koła w formie układu koncentrycznych kręgów bywają tworzone przez kolonie grzybów i porostów na wapiennych ścianach skalnych.

## Czarcie koło w kulturze
W dawnych czasach przypisywano temu zjawisku magiczne znaczenie jako miejscu, w którym odbywały się sabaty czarownic i inne rzekome praktyki czarnoksiężników. Czarcie koło pojawia się w książce z „wiedźmińskiej” serii Andrzeja Sapkowskiego Ostatnie życzenie w opowiadaniu Ziarno prawdy.